# Kokain
Kokain (alternativ stavemåde cocain, benzoylmethylecgonin, C17H21NO4) er et naturligt alkaloid, som udvindes af coca-plantens blade. Det er et euforiserende, stimulerende, appetit-sænkende og lokalbedøvende stof. Kokain er et af de mest hyppigt misbrugte stoffer på verdensplan og er i misbrugsmiljøet kendt under navne som coke, cola, sne, op, charlie, coca-loca, næsebajer, tryllestøv og drys. Crack eller crack-kokain er kokain, der er forarbejdet, så det kan ryges.
Kokain anvendes som lægemiddel indenfor oftalmologien til diagnosticering af Horners syndrom, samt til lokalbedøvelse af øjet.

## Virkning
Stoffet kokain har to hovedvirkninger. Den ene er at forøge niveauet af katekolaminer, dvs neurotransmittere som adrenalin, noradrenalin, dopamin og serotonin, i synapser i og udenfor centralnervesystemet, hvad der kan forklare virkninger som centralnervøs stimulans (forøget årvågenhed og selvfølelse, nedsat appetit), rusfølelse (hævet stemningsleje, intens lykkefølelse, kritikløshed), karsammentrækninger, hurtig puls, blodtryks- og temperaturstigning, samt udvidelse af de små luftrørsgrene. Den anden hovedvirkning er hæmning af permeabilitetsforøgningen for natrium-ioner i de perifere nerver, hvad der kan forklare kokainets lokalbedøvende effekt. Derudover kan det også forsage mydriasis. Kokain regnes nu som involveret i tre pct af alle pludselige dødsfald i det sydvestlige Spanien. Blodkarrene trækker sig sammen, og forøger risikoen for at dø af blodprop i hjertet eller hjernen.
Kokainens ødelæggende virkning skyldes at stoffet får hjernecellerne til at selvdestruere. Cellernes selvdestruktion forsages af at gassen nitrogenmonoxid og enzymet GAPDH reagerer indbyrdes. Det starter en naturlig proces, autofagi, hvor cellerne skaffer sig af med ødelagte eller gamle celledele. Den enkelte celle indkapsler og nedbryder sit eget affald. Men kokainet får processen til at skyde fart og forløbe helt ukontrolleret, hvorved hjernecellerne - sammen med affaldet - kasserer en hel del, de har brug for. Kokainmisbrugere i 30'erne og 40'erne får ofte problemer, der ellers er mest udbredte hos ældre, såsom hukommelsestab, hjerte-kar-sygdomme og større risiko for infektioner.

## Historie
Skønt mest brugt som rusmiddel, virker kokain også som anæstesi. I 1884 anbefalede øjenlægen Carl Koller det som anæstesi ved øjenkirurgi. Hans kollega Sigmund Freud købte i april samme år sin første dose kokain for at studere effekten, og udtalte senere: "Den historie med kokain har virkelig bragt mig megen ære, men løvens part gik til andre." Han benyttede selv stoffet, og tog det i brug i behandlingen af sin bedste ven, professor Ernst Fleischl-Marxow, som ved dissektion havde inficeret sin ene tommelfinger, hvad der udviklede sig til kroniske smerter og afhængighed af morfin. Nu blev Fleischl-Marxow i tillæg afhængig af kokain, pint af en "kokain-psykose" med oplevelse af, at insekter krøb rundt under huden på ham, og døde efter syv år, kun 45 år gammel. Alligevel fortsatte Freud i de næste tolv år med selv at benytte stoffet, og anbefale det til andre til trods for, at han i 1895 sammen med sin kollega Wilhelm Fliess udsatte sin patient Emma Eckstein for en mislykket operation, der involverede kokain. Fliess efterlod 50 cm gazebind inde i Ecksteins næse. Fejlen blev forsøgt udbedret af professor Rozanes i Wien, selv om Fliess var krænket over, at Freud sendte patienten til en anden læge. Emma Eckstein forblev vansiret efter operationen. Freud lagde skylden for episoden på hendes angivelige "hysteri".
I 1863 sendte den franske kemiker Angelo Mariani en vin kaldt Vin Mariani ud på markedet. Den indeholdt 11 % alkohol, samt coca-udtræk, og var udprøvet på en deprimeret skuespillerinde. Etanol i vinen trak kokainet ud af bladene, og skabet et stof, der flerdoblede virkningen af både alkohol og kokain. Drikken blev i starten også anbefalet til børn, efter at læger selv havde udprøvet den. Vin Mariani blev belønnet af pave Leo 13. med en guldmedalje. Paven gik så langt som at hævde, at han bar vinen med sig i en lille lommelærke til at "styrke sig på, når bøn ikke var tilstrækkeligt". Vin Mariani blev drukket af Ibsen, Zola, Jules Verne, Alexander Dumas og Arthur Conan Doyle; og Robert Louis Stevenson skrev Dr. Jekyll og Mr. Hyde i en seks dages kokainrus. Dronning Victoria, Thomas Edison og præsidenterne William McKinley og Ulysses S. Grant drak den også. Ernest Shackleton medbragte et lignende produkt i tabletform til Sydpolen; kaptajn Scott ligeså. Frederic Bartholdi mente, at havde han drukket Vin Mariani, inden han tegnede Frihedsgudinden, var den blevet flere hundrede meter højere.
Produktet Coca Cola kom på markedet i Atlanta i 1886. Drikken indeholdt kokain i mindre mængder, samt koffein fra den afrikanske kolanød, og blev markedsført som medicin mod hovedpine, alkoholisme, morfin-afhængighed og menstruationssmerter. Coca Cola blev hurtigt enormt populær, men bivirkningerne resulterede i, at selskabet gik med til at anvende kokainfrie coca-blade fra 1903 af. Kokain kom dog først under offentlig kontrol i USA i 1914 som en følge af Harrison Narcotic Act. Alligevel var stoffet nemt tilgængeligt i USA i 1920'erne, ofte købt som "medicin". Gray's Catarrh Powder, en hostemedicin, indeholdt kokain af omtrent samme renhedsgrad som den, der solgtes på gaden i 1980'erne. De fleste unge, der indtog "katarpulveret", tilhørte arbejderklassen; men kokain-misbrug var udbredt også blandt de bedrestillede. Cole Porters strofe, der i dag lyder "I get no kick from champagne", var oprindeligt skrevet som "I get no kick from cocaine".
I en reklame for Coca i Dagbladet i 1877, kunne man læse om coca-plantens helbredende virkninger på nerveforstyrrelser, og på svækkelser som blodmangel, menstruationsbesvær, impotens og hang til onani. Dr. José Alvarez'ske Coca-Præparater blev solgt på apotek. Apoteker Johan Fredrik Hoch omtalte kokainen i Nye Lægemidler: Supplement til pharmacologisk Compendium, udgivet i Kristiania i 1887, hvor han viste til Freuds og andre videnskabsmænds anbefalinger, og anbefalede stoffet mod svangerskabsbrækninger og smerter ved diegivning: "Ved saare Brystvorter (... ) anvendes med fortrinlig Nytte Pensling med en Cocainopløsning. 10 Minuter efter Penslingen afvaskes Brystvorten med koldt Vand. Barnet vil da kunne lægges til Brystet uden at foraarsage Smerte." Hoch advarede dog mod afhængighed, som han kaldte "Cocainisme". I 1930 blev en kokainring afdækket i Oslo. Sælgerne holdt til omkring i byens kaféer. Store kvanta var omsat, inden politiet fik grebet ind. Det forlød, at stoffet kom fra Italien. I 1931 fremførte revysangerinden Lalla Carlsen på Chat Noir en "kokainvise" forfattet af Finn Bø.
Fra slutningen af 1940'erne udviklede man kunstigt kokain, som fx Xylocain, der i dag anvendes ved lokalbedøvelse.
Kokain er vanedannende, og i så godt som hele verden er besiddelse, fremstilling og distribution ulovligt, undtagen til formål som er godkendt medicinsk eller offentligt. Stoffet er normalt hvidt, og kaldes blandt brugere for coke, cola, nip, det gode, opad, blow, sne, det hvide, drys, kridt, snitte.[kilde mangler]
Kokain bliver som regel forbundet med jet-setter miljøet fra 1980'erne, men er i stigende grad blevet almindeligt i alle samfundslag. Det er i disse år nær ved at overtage andenpladsen over ulovlige stoffer fra amfetamin (speed), men er dog stadig noget efter nr 1, hash. Prisen kan variere meget fra by til by. Det forholdsvis høje pris-niveau skyldes, at stoffet stort set kun dyrkes og fremstilles i Sydamerika, og derfor ikke er så nemt tilgængeligt som fx amfetamin og ecstasy, der kan produceres stort set overalt i verden.
Kokain betegnes ofte som det mest vanedannende stof, der findes. Forsøgsdyr vil trykke håndtaget ned for at skaffe sig kokain mere vedholdende end overfor noget andet narkotikum. En kokain-afhængig abe trykkede håndtaget ned 12.800 gange for at få tildelt én eneste dose. Hvis dyret overlever, vil det genoptage anstrengelserne for at få en ny dose.
Rhesus-aber vælger mad fra til fordel for kokain. Der har været en udbredt tiltro til, at kokain ikke er afhængighedsskabende, fordi stoffet mangler de fysiske abstinenssymptomer, man ser ved alkohol- og heroin-afhængighed. Kokain skaber imidlertid stærk psykisk afhængighed.

### Danmark
Det er anslået at 2,5 procent af den danske befolkningen mellem 16-34 år har prøvet at indtage kokain. Der blev i 2012 beslaglagt 42 kilo kokain i Danmark.

## Behandling af afhængighed
Luigi Gallimberti, tilknyttet universitetssygehuset i Padova, har opdaget, at transkraniel magnetisk stimulering (TMS) er til hjælp for kokainafhængige. Elektromagnetiske impulser sendes ind i den forreste hjernebark. TMS benyttes som behandling mod angst, depression og migræne, samt ved genoptrening af slagpatienter. Efter at dr. Gallimberti i en studie havde observeret, at TMS hjalp kokainafhængige rotter ud af deres afhængighed, behandlede han mere end 300 kokainafhængige personer på samme vis.
I 2011 var der tale om at udvikle en vaccine mod kokainafhængighed.